# Lokomotive (Fels)

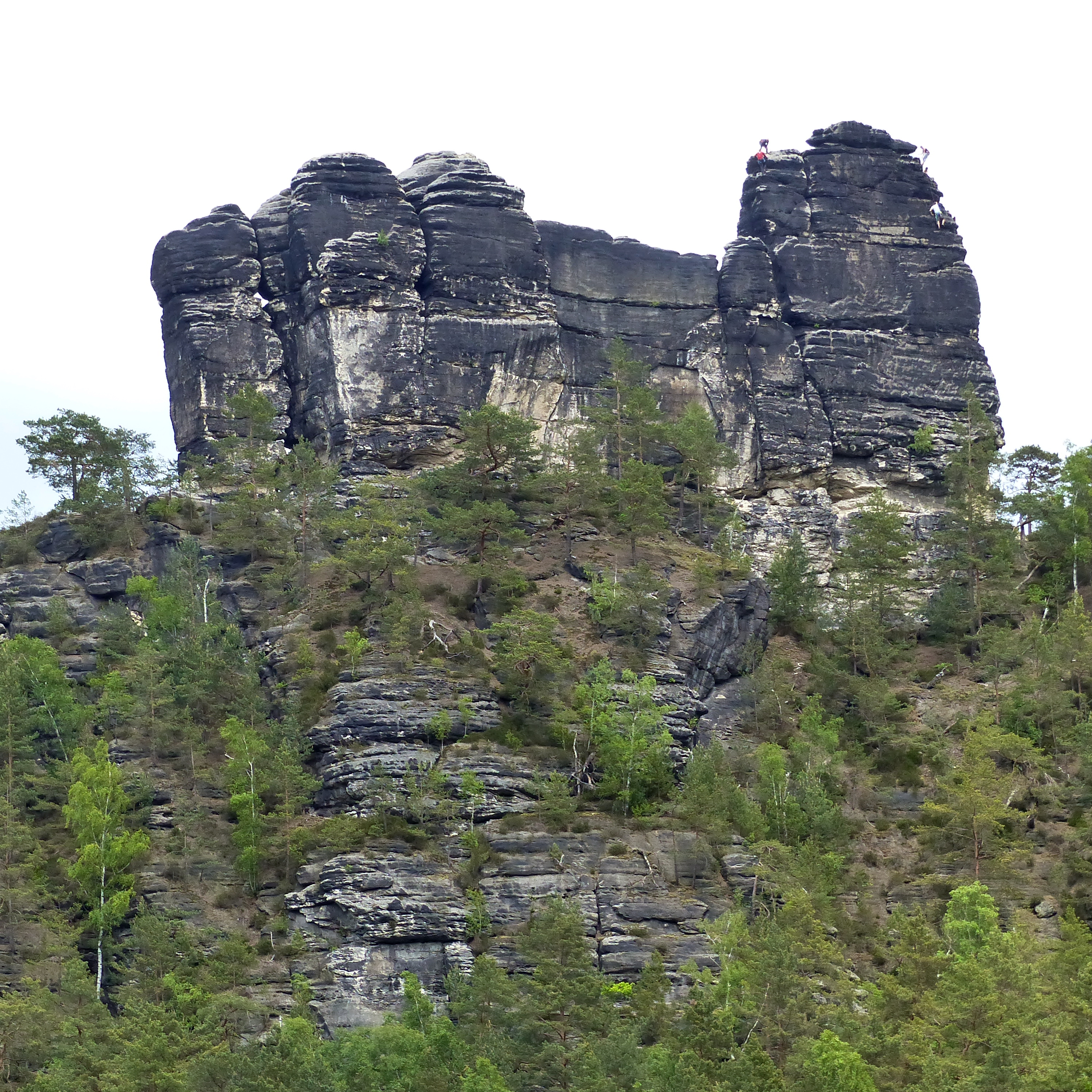
Die Lokomotive, links der Lokomotiv-Dom, rechts die Esse

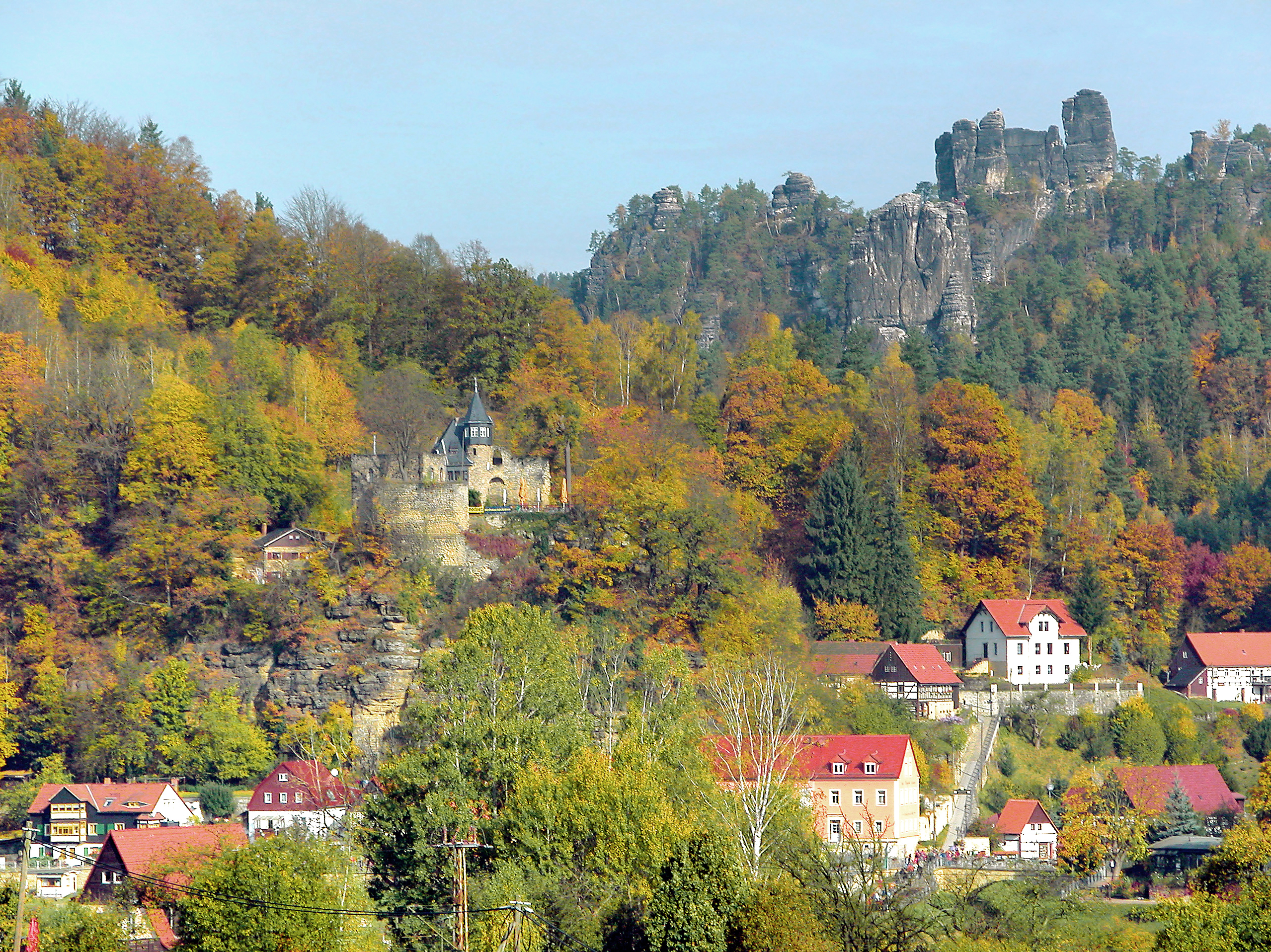
Blick über Kurort Rathen zur Lokomotive

Die Lokomotive (294,6 m ü. NHN) ist ein markanter Kletterfelsen nördlich von Kurort Rathen in der Sächsischen Schweiz. Der auch als Große Ruine bezeichnete Felsen ist ca. 30 m hoch und untergliedert sich in zwei Teile, die als Lokomotive-Dom und Lokomotive-Esse bezeichnet werden. Der Grat zwischen beiden wird als Kesselgrat bezeichnet, der Felszacken direkt neben der Esse als Pfeife. Kurzzeitig befand sich auf dem Dom auch eine Wetterfahne in Gestalt eines Rades. Die Lokomotive erhebt sich auf dem Massiv der Honigsteine.
Der heutige Name des Felsens entstand in der zweiten Hälfte des 19. Jahrhunderts. Wilhelm Leberecht Götzinger hatte ihn noch als Große Ruine bezeichnet, spätere Namensgebungen waren Waldschlößchen, Raubschloss und um 1880 noch Kamel. Der Dom der Lokomotive wurde bereits 1886 erstmals durch Friedrich Hartmann und Robert Kappmeier bestiegen. In der Geschichte des Kletterns in der Sächsischen Schweiz kennzeichnet die am 7. Juni 1903 von Albert Kunze und Oliver Perry-Smith durchgeführte Erstbesteigung der Esse den erstmaligen Schritt in das Klettern in der freien Wand. Bis dahin hatten sich die Kletterer vor allem an Kaminen und Rissen orientiert. Die Erstbegehung dieser heute auf der Sächsischen Schwierigkeitsskala mit V eingestuften und als Lokomotivüberfall bezeichneten Kletterroute löste eine umfassende, bis 1910 dauernde Erschließungsperiode in der Sächsischen Schweiz aus, in der Kletterer wie Kunze, Perry-Smith oder Rudolf Fehrmann viele wichtige Klettergipfel, wie die Barbarine, die Große Herkulessäule, die Jungfer oder den Teufelsturm erstmals bestiegen.